# NUDT15
Nudix 水解酶 15是一種在人類中由 NUDT15 基因編碼的蛋白質。

## 功能
此基因編碼的是一種屬於Nudix 水解酶超家族的酶。該超家族的成員能催化核苷酸的水解，包括像 8-oxo-dGTP 這樣的基質，這些基質是氧化損傷的產物，它們在DNA複製期間會誘導鹼基錯配且顛換突變。編碼的酶是硫嘌呤活化和毒性的負調節器。此基因突變會使硫嘌呤代謝不良，並與硫嘌呤產生的早期白血球减少症有關。已識別出此基因的多個假基因。
NUDT15 種系變異（例如，一種錯義 SNP:rs116855232，誘導 R139C）已經與硫嘌呤（例如，mercaptopurine、6-巯嘌呤（6-MP）、硫唑嘌呤（AZA，azathioprine）在臨床上治療急性淋巴性白血病及發炎性腸道疾病時，宜減量或停用以避免硫嘌呤造成的白血球低下。這些變異具有種族特異性（例如，rs116855232 的變異等位基因在東亞人和西班牙裔人中較高，但在高加索人和非洲人較低）。此基因上的罕見功能變異，甚至是單一點位變異，也已識別出與硫嘌呤造成的骨髓抑制有關 ，並建議在決定硫嘌呤的初始劑量時，應進行全基因篩檢。

## 臨床重要性
硫嘌呤類藥物常用於治療自體免疫疾病、防止器官移植排斥和血液病的藥物。然而，其活性代謝物會經由硫嘌呤甲基轉移酶 (Thiopurine methyltransferase，TPMT) 及 Nudix 水解酶 15（此水解酶由 NUDT15 基因編碼）兩種酵素，進行代謝及去活化作用。根據研究，TPMT 基因表現為弱代謝型者，發生於歐美及非裔族群之機率較高（約 0.3%），於東亞裔族群之發生機率較為罕見；NUDT15基因表現為弱代謝型者，發生於東亞裔族群之機率約為 2%（具風險之基因變異頻率約為9.8%），於歐美族群中較為罕見（<1%）。
根據印度以研究，以硫唑嘌呤治療發炎性腸道疾病時，帶有 NDUT15 弱代謝型者發生白血球低下的發生率為 53.8%（7/13），帶有 TPMT 弱代謝型者發生白血球低下的發生率為 20.0%（1/5），而未帶這兩類弱代謝型者發生白血球低下的發生率為 24.5%（25/102）。NUDT15 而非 TPMT 基因變異與白血球低下的發生率有關。但雖有弱代謝型基因者，仍有 40% 以上沒有副作用，到沒帶弱代謝型基因者，也有 20% 的機會可能有副作用。總結，有此弱代謝型基因者未必發生副作用，沒此弱代謝型基因者也可能發生副作用，臨床使用上，仍需特別小心與注意。

## 延伸閱讀
- Yu Y, Cai JP, Tu B, Wu L, Zhao Y, Liu X,  et al. . The Journal of Biological Chemistry. July 2009, 284 (29): 19310–20. PMC 2740556 . PMID 19419956. doi:10.1074/jbc.M109.015289 .
- Hori M, Satou K, Harashima H, Kamiya H. . Free Radical Biology & Medicine. May 2010, 48 (9): 1197–201. PMID 20144704. doi:10.1016/j.freeradbiomed.2010.02.002. hdl:2115/43020 .
- Yang SK, Hong M, Baek J, Choi H, Zhao W, Jung Y,  et al. . Nature Genetics. September 2014, 46 (9): 1017–20. PMC 4999337 . PMID 25108385. doi:10.1038/ng.3060.
- Yang JJ, Landier W, Yang W, Liu C, Hageman L, Cheng C,  et al. . Journal of Clinical Oncology. April 2015, 33 (11): 1235–42. PMC 4375304 . PMID 25624441. doi:10.1200/JCO.2014.59.4671.
- Tanaka Y, Kato M, Hasegawa D, Urayama KY, Nakadate H, Kondoh K,  et al. . British Journal of Haematology. October 2015, 171 (1): 109–15. PMID 26033531. doi:10.1111/bjh.13518 .
- Kakuta Y, Naito T, Onodera M, Kuroha M, Kimura T, Shiga H,  et al. . The Pharmacogenomics Journal. June 2016, 16 (3): 280–5. PMID 26076924. doi:10.1038/tpj.2015.43 .
- Carter M, Jemth AS, Hagenkort A, Page BD, Gustafsson R, Griese JJ,  et al. . Nature Communications. August 2015, 6: 7871. Bibcode:2015NatCo...6.7871C. PMC 4532830 . PMID 26238318. doi:10.1038/ncomms8871.
- Chiengthong K, Ittiwut C, Muensri S, Sophonphan J, Sosothikul D, Seksan P,  et al. . Haematologica. January 2016, 101 (1): e24–6. PMC 4697903 . PMID 26405151. doi:10.3324/haematol.2015.134775.
- Liang DC, Yang CP, Liu HC, Jaing TH, Chen SH, Hung IJ,  et al. . The Pharmacogenomics Journal. November 2016, 16 (6): 536–539. PMID 26503813. S2CID 13955512. doi:10.1038/tpj.2015.75.

## 外部連節
- PDB中UniProt可用的所有結構信息之概述：Q9NV35 (Nucleotide triphosphate diphosphatase NUDT15) 在PDBe-KB。

NUDT15引用了美国国家医学图书馆提供的資料，这些資料属于公共领域。